# Gunnar E. Sandgren
Gunnar Ernst Algot Sandgren, känd som Gunnar E. Sandgren, född 27 juni 1929 i Ölmstads församling i Jönköpings län, död 4 november 2016 i Ölmstads distrikt, var en svensk journalist och författare.

## Biografi
Gunnar E. Sandgren var son till kyrkoherde Ernst Sandgren och Signhild Nilsson. Sandgren tillbringade en del av sin barndom och ungdom i Stenbrohult, dit familjen flyttade 1941. Han hade realexamen och blev tidningsman 1952. Han levde hela sitt liv i Småland. 
Hans första bok, Förklaringsberget, kom ut 1960 och belönades med Bonniers pris för bästa debutroman. Bonniers gav ut hans böcker under de följande 30 åren. Förlaget gav Sandgren ett författarstipendium på fem år i flera omgångar, vilket gjorde det möjligt för honom att lämna sitt arbete som journalist på Svenska Dagbladets smålandsredaktion och ägna sig på heltid åt sitt författarskap. 
Sandgrens litterära verk består av ett tjugotal böcker, varav de flesta är historiska romaner. Löftesdalen, hans andra verk, fick Jordbrukarnas Riksförbunds pris för sin realistiska beskrivning av den småländska landsbygden och en väckelserörelses framfart där vid 1900-talets början. Romanen Fursten, 1962 belönades med Svenska Dagbladets pris. 
Romansviterna om goternas vandringar i Europa och livet under den stora pesten är av särskild betydelse i Sandgrens verk. Den första romansviten riktar in sig på 500-talets Ravenna, goternas huvudstad i norra Italien, och den andra på Avignon under den stora västerländska schismen (när det bodde en ”motpåve” i Avignon). Författaren har fått Samfundet De Nios pris för detta verk i sin helhet. 
Under 1970-talet arbetade Sandgren för Sveriges Television och skrev ett tjugotal teaterpjäser. Tjugo år senare vände han sig till den klassiska teatern. Flera av hans pjäser har väckt uppmärksamhet, som till exempel pjäsen om Carl von Linné eller den om Esaias Tegnér som belönades med Östrabopriset av Smålands akademi. 
Kampen mellan det onda och det goda och växlingen mellan fred och krig är konstanta teman i Sandgrens verk. De är alltid förknippade med en djup religiös reflektion. I en intervju har han förklarat att han reagerar mot all form av orättvisa. Vad beträffar religionens och de religiösa frågornas betydande roll i sitt verk säger han att det återspeglar människans verklighet. ”De religiösa frågorna finns under ytan hos alla. Människan ställer sig frågor om livet, om döden och om tron. Det är problem som alltid finns med. Vi kämpar med trögheten i allt det som omger oss. Materiellt talat är vi rika, alldeles för rika, men denna rikedom skapar en tomhet.”
Sandgrens litterära stil utmärkte sig genom sin klarhet, sin lyriska prosa och sina mycket vackra och noggranna naturskildringar. Sandgren var jägare sedan barndomen,  skrev flera jaktböcker och var redaktör för tidskriften Jägaren under 30 år. 
År 2001 utvalde regeringen och Svenska Akademien Gunnar E. Sandgren som en av de 25 författare som hade författarlön återstoden av sitt liv. 
Han var ordförande för Smålands författarsällskap, men lämnade ordförandeskapet och sällskapet efter en intern strid 2005 om ett refuserat bidrag till en bok. Bidraget var skrivet av Dag Sandahl, som är känd som kvinnoprästmotståndare, och Sandgren ansåg att sällskapet bedrev åsiktsförföljelse. 
Sandgren gifte sig 1958 med Ingrid Ydén-Sandgren och fick barnen lantbrukaren Sven Sandgren (född 1959), författaren Johannes Sandgren (född 1963) och översättaren Magdalena Sandgren (född 1965).

## Priser och utmärkelser
- 1962 – Svenska Dagbladets litteraturpris för Fursten
- 1962 – Landsbygdens författarstipendium
- 1963 – Albert Bonniers stipendiefond för yngre och nyare författare
- 1968 – Litteraturfrämjandets stipendiat
- 1971 – Signe Ekblad-Eldhs pris
- 1981 – Doblougska priset
- 1986 – De Nios Stora Pris
- 1995 – Östrabopriset